# Grey Tuesday
Grey Tuesday 24. februar 2004 var en protest mod musikindustriens kopirettigheder.
På den dag blev DJ Danger Mouses kunstneriske eksperiment The Grey Album gjort tilgængeligt for download på over 170 websideer i fuld længde og i cd-kvalitet. Langt over 100.000 eksemplarer blev downloadet.
Udover de mange sider, som lagde albummet til download, var mange flere med i projektet ved at omtale og linke til projektets hjemmeside og mange af dem ændrede i dagens anledning deres side til grå.